# Pagurus delsolari
Pagurus delsolari is een tienpotigensoort uit de familie van de Paguridae. De wetenschappelijke naam van de soort is voor het eerst geldig gepubliceerd in 1974 door Haig.